# Zyginella binotata
Zyginella binotata är en insektsart som beskrevs av Irena Dworakowska 1974. Zyginella binotata ingår i släktet Zyginella och familjen dvärgstritar.
Artens utbredningsområde är Kongo. Inga underarter finns listade i Catalogue of Life.